# 蘆塚忠右衛門 (子)
蘆塚 忠右衛門（あしづか ちゅうえもん、天正12年（1583年）? - 寛永15年2月28日（1638年4月12日））は、安土桃山時代から江戸時代前期にかけての武将。諱は貞家。後に、島原の乱の一揆勢に加わり、軍師役を務めた。父は蘆塚忠右衛門。弟に忠太夫ら、子に左内がいる。

## 略歴
父・忠右衛門はキリシタン大名・小西行長の家臣で、宇土城代であった。田丸具房（常山）が著した軍記物語『天草騒動』（1692年）によると、慶長5年（1600年）の関ヶ原の戦いにも参戦したが敗走し、その際森宗意軒と共に行長の遺志を伝える役目を命じられたという。
小西氏改易後は天草に潜伏し、大坂の陣が勃発すると豊臣方に組して、真田信繁隊に属し弟の弟芦塚忠太夫と共に戦った。
寛永14年（1637年）の島原の乱では、既に50を過ぎていたが、請われて軍師として入城した。
原城落城時に戦死した。『天草軍記』によると、蘆塚は手勢40でまず黒田忠之勢に突撃してこれを崩し、島原藩主・松倉勝家か幕府軍上使・松平信綱（伊豆守）の首を取って冥土の道連れにしようと敵本陣に突入を試みた。死にもの狂いで戦ったが、伊豆守の家老・深井藤右衛門が鉄砲で突撃を阻止させて防戦。そこに立花宗茂が上使の救援に駆けつけてきた。小勢の蘆塚隊は一人残らず討ち取られ、蘆塚忠右衛門は立花家の武者を捕まえて小脇に抱えて、「誠の武士の最期を見よ」と言って崖から身を投じた。享年61。

## 名前について
島原の乱に関する史書では、忠右衛門のことを「蘆塚忠兵衛」とするものが見られる。蘆塚忠右衛門の事績を「蘆塚忠兵衛」のものとして記載する史料も存在するなど、史書間で名前による混乱が見られるが、単なる誤記か誤伝等かは詳細不明。